# Steve Spence
Steve Spence (eigentlich Steven Anthony Spence; * 9. Mai 1962 in Elizabethtown, Pennsylvania) ist ein ehemaliger US-amerikanischer Langstreckenläufer, der seine größten Erfolge im Marathon hatte.
Nach Erfolgen bei Straßenläufen in den 1980er-Jahren wechselte er zu Beginn des nächsten Jahrzehnts auf die Marathondistanz. 1990 wurde er als Sieger des Columbus-Marathons US-Meister mit einer Zeit von 2:12:17 h und qualifizierte sich für die Leichtathletik-Weltmeisterschaften in Tokio.
Mit einem speziell auf das zu erwartende Hitzerennen zugeschnittenen Training gelang es ihm dort, sich von Platz 25 bei der Halbmarathonmarke bis km 37 an die Spitzengruppe heranzuarbeiten. Bei Temperaturen von ca. 32 °C gewann er schließlich die Bronzemedaille in 2:15:36. 
Im darauffolgenden Jahr siegte er beim US-Ausscheidungsrennen für die Olympischen Spiele in Barcelona in 2:12:43. Beim olympischen Marathon wurde er Zwölfter in 2:15:21.
Nachdem sich 1996 nicht für die Olympischen Spiele qualifizieren konnte, zog er sich aus dem Hochleistungssport zurück. 
Steve Spence ist verheiratet und hat vier Kinder. Seit 1997 ist er Leichtathletiktrainer an der Shippensburg University, wo er 1985 ein Studium im Fach Business Administration abgeschlossen und danach als ehrenamtlicher Trainer gewirkt hatte. Seine älteste Tochter Neely (* 1990) ist ebenfalls Langstreckenläuferin und wurde 2009 US-Junioren-Meisterin im Crosslauf.

## Persönliche Bestzeiten
- 10-km-Straßenlauf: 28:14 min, 11. März 1989, Orlando
- 15 km: 42:40 min, 18. Juni 1989, Portland (ehemaliger US-Rekord)
- Halbmarathon: 1:02:09 h, 16. September 1990, Philadelphia
- Marathon: 2:12:17 h, 11. November 1990, Columbus